# Милана Писарић
Милана Писарић (Нови Сад, 1984) српски је правник и универзитетски предавач. Асистент је на Правном факултету Универзитета у Новом Саду и доктор правних наука.

## Биографија
Основну школу „Десанка Максимовић“ у Футогу завршила као носилац Вукове дипломе 1999. године. Гимназију „Светозар Марковић“ у Новом Саду завршила као носилац Вукове дипломе 2003. године.

## Образовање
На основне академске студије права на Правном факултету у Новом Саду, Универзитет у Новом Саду уписала се школске 2003/2004, a дипломирала школске 2006/2007, са просечном оценом 9,64. На Правном факултету у Новом Саду, Универзитет у Новом Саду школске 2007/2008 уписала Дипломске академске студије права, смер радноправни, и одбранила дипломски рад на тему „Престанак радног односа“, под менторством проф. др Предрага Јовановића. На Правном факултету у Новом Саду, Универзитет у Новом Саду школске 2008/2009 уписала дипломске академске студије права и одбранила дипломски рад на тему „Недозвољена доказна средства у кривичном поступку“, под менторством проф. др Татјане Бугарски. Школске 2010/2011 уписала докторске академске студије на Правном факултету, Универзитет у Београду и 2016. одбранила докторску дисертацију на тему "Посебности доказивања дела високотехнолошког криминала", под менторством проф. др Милана Шкулића.

## Радна места
Децембра 2008. изабрана у звање сарадника у настави на Правном факултету у Новом Саду, Универзитет у Новом Саду, ужа научна област: кривичноправна. 
Децембра 2010. изабрана у звање асистента на Правном факултету у Новом Саду, Универзитет у Новом Саду, ужа научна област: кривичноправна.
Марта 2018. изабрана у звање асистента с докторатом на Правном факултету у Новом Саду, Универзитет у Новом Саду, ужа научна област: кривичноправна.

## Научни рад
Ужа научна област: кривичноправна.
Аутор више научних радова.

## Изабрана библиографија
1. Писарић, Милана (2010). „О недозвољеним доказима у кривичном потупку”. Зборник радова Правног факултета у Новом Саду. XLIV br. 2: 363—384.
2. Писарић, Милана (2010). „Унапређење размене података у оквиру прекограничне полицијске и правосудне сарадње у кривичним стварима на нивоу Европске уније - "Прумски процес"”. Зборник радова Правног факултета у Новом Саду. XLIV br. 3: 557—572.
3. Писарић, Милана (2011). „Сузбијање прекограничног еколошког криминалитета”. Зборник радова Правног факултета у Новом Саду. XLV br. 2: 425—439. Архивирано из оригинала 24. 10. 2018. г. Приступљено 24. 10. 2018.
4. Писарић, Милана (2011). „Стање и тенденције у супротстављању компјутерском криминалу на Европском нивоу”. Зборник радова Правног факултета у Новом Саду. XLV br. 1: 487—505. Архивирано из оригинала 24. 10. 2018. г. Приступљено 24. 10. 2018.
5. Писарић, Милана (2012). „Правни оквири Европске уније у борби против дечије порнографије на Интернету”. Зборник радова Правног факултета у Новом Саду. XLVI br. 2: 471—487. Архивирано из оригинала 24. 10. 2018. г. Приступљено 24. 10. 2018.
6. Писарић, Милана (2012). „Незаконити прекогранични промет заштићених биљних и животињских врста” (PDF). Зборник радова Правног факултета у Новом Саду. XLVI br. 3: 383—400. Архивирано из оригинала (PDF) 04. 12. 2021. г. Приступљено 24. 10. 2018.
7. Бугарски, Татјана; Писарић, Милана (2012). „Специјализација правосудних и других органа у борби против еколошког криминалитета” (PDF). Зборник радова Правног факултета у Новом Саду. XLVI br. 4: 219—239. Архивирано из оригинала (PDF) 02. 12. 2021. г. Приступљено 24. 10. 2018.
8. Писарић, Милана (2013). „Потребни нормативни одговор на проблеме откривања и доказивања дела високотехнолошког криминала” (PDF). Зборник радова Правног факултета у Новом Саду. XLVII br. 1: 291—307. Архивирано из оригинала (PDF) 29. 11. 2021. г. Приступљено 24. 10. 2018.
9. Писарић, Милана (2014). „Мера хитног чувања ускладиштених рачунарских података” (PDF). Зборник радова Правног факултета у Новом Саду. XLVIII br. 1: 229—250. Архивирано из оригинала (PDF) 09. 12. 2021. г. Приступљено 24. 10. 2018.
10. Писарић, Милана (2014). „Противправна трговина и одлагање отпада електричном и електронском опремом” (PDF). Зборник радова Правног факултета у Новом Саду. XLVIII br. 2: 401—415. Архивирано из оригинала (PDF) 05. 12. 2021. г. Приступљено 24. 10. 2018.
11. Писарић, Милана (2015). „Претресање рачунара ради проналазака електонских доказа” (PDF). Зборник радова Правног факултета у Новом Саду. XLIX br. 1: 215—238. Архивирано из оригинала (PDF) 05. 12. 2021. г. Приступљено 24. 10. 2018.
12. Писарић, Милана (2015). „Претпоставке за откривање еколошког криминалитета” (PDF). Зборник радова Правног факултета у Новом Саду. XLIX br. 2: 785—795. Архивирано из оригинала (PDF) 02. 12. 2021. г. Приступљено 24. 10. 2018.
13. Писарић, Милана (2016). „Незаконити докази у судској пракси” (PDF). Зборник радова Правног факултета у Новом Саду. L br. 1: 201—217. Архивирано из оригинала (PDF) 04. 12. 2021. г. Приступљено 24. 10. 2018.
14. Бугарски, Татјана; Писарић, Милана (2016). „Узајамно признавање судских одлука као основ прибављања и преноса доказа у кривичном поступку” (PDF). Зборник радова Правног факултета у Новом Саду. L br. 4: 1175—1195. Архивирано из оригинала (PDF) 08. 12. 2021. г. Приступљено 24. 10. 2018.
15. Бугарски, Татјана; Тубић, Бојан; Писарић, Милана (2017). „Међународноправна заштита реке Дунав” (PDF). Зборник радова Правног факултета у Новом Саду. LI br. 1: 75—89. Архивирано из оригинала (PDF) 02. 12. 2021. г. Приступљено 24. 10. 2018.
16. Бугарски, Татјана; Тубић, Бојан; Писарић, Милана (2017). „Повреде прописа Европске уније о заштити животне средине I” (PDF). Зборник радова Правног факултета у Новом Саду. LI br. 3, 1: 735—752. Архивирано из оригинала (PDF) 09. 12. 2021. г. Приступљено 24. 10. 2018.
17. Бугарски, Татјана; Писарић, Милана (2017). „Уређење права на одбрану у праву Европске уније” (PDF). Зборник радова Правног факултета у Новом Саду. LI br. 4: 1409—1439. Архивирано из оригинала (PDF) 09. 12. 2021. г. Приступљено 24. 10. 2018.
18. Писарић, Милана (2018). „Испитивање оптужнице” (PDF). Зборник радова Правног факултета у Новом Саду. LII br. 1: 263—291. Архивирано из оригинала (PDF) 29. 11. 2021. г. Приступљено 24. 10. 2018.